# Acourtia purpusii
Acourtia purpusii là một loài thực vật có hoa trong họ Cúc. Loài này được (Brandegee) Reveal & R.M.King mô tả khoa học đầu tiên năm 1973.